# Triaenops menamena
Triaenops menamena är en fladdermus i familjen rundbladnäsor som förekommer på Madagaskar. Fram till 2010-talet hade populationen det vetenskapliga namnet Triaenops rufus men namnet var ursprungligen ett synonym till Triaenops persicus och godkänns inte längre för arten.

## Utseende
Med en kroppslängd (huvud och bål) av 56 till 66 mm, en svanslängd av 28 till 35 mm och en vikt av 6 till 16 g är arten en medelstor fladdermus. Den har 56 till 66 mm långa underarmar och 11 till 16 mm stora öron. Pälsen på fram- och på baksidan kan variera mellan brun, rödbrun, orange och gråbrun. Regionen kring ögonen är mörkare. Djuret har mörkbrun flyghud och bruna öron. Hudflikarnas grundform på näsan liknar en hästsko och ett utskott liknar en treudd i utseende. Artens öron har tydliga spetsar. Skillnader mot andra släktmedlemmar består i avvikande detaljer av kraniets och tändernas konstruktion.

## Utbredning
Utbredningsområdet är ett brett band vid kusten i norra, västra och sydvästra Madagaskar. Triaenops menamena lever i låglandet och i bergstrakter upp till 1300 meter över havet. Den vistas i regnskogar och i torra lövfällande skogar.

## Ekologi
Individerna vilar i grottor som de ibland delar med Paratriaenops furculus. De jagar främst fjärilar och några andra insekter som flygande termiter, skalbaggar och tvåvingar. Jakten sker vanligen vid skogens kanter mellan skymningen och gryningen. Triaenops menamena håller ingen vinterdvala och den intar inte torpor. Trädens håligheter kan vara tillfälliga viloplatser. Lätet som används för ekolokaliseringen är 5 till 14 millisekunder lång. Lätets frekvens går hos hannar upp till 84 kHz och hos honor till 94 kHz. Fortplantningssättet är okänt.

## Hot
Några exemplar fångas och säljs som bushmeat. Hela populationen uppskattas till 40 000 individer. IUCN listar arten som livskraftig (LC).